# ふかふかダンジョン攻略記〜俺の異世界転生冒険譚〜
『ふかふかダンジョン攻略記〜俺の異世界転生冒険譚〜』（ふかふかダンジョンこうりゃくき おれのいせかいぼうけんたん）は、KAKERUによる日本の漫画作品。『MAGCOMI』（マッグガーデン）にて、2019年9月20日から月刊で連載中。

## あらすじ
現代日本の派遣社員から異世界に転生した青年・ジャンは、最強の冒険者になるため、北の暗黒大陸にあるという「深き不可知の迷宮」（通称・ふかふかダンジョン）に挑む。
同じ作者の『科学的に存在しうるクリーチャー娘の観察日誌』（『クリ娘』）とは同一世界だと作者が明言していたが、登場する亜人種は生物学的に同一特徴を有し、種族文化も似通っているが、『クリ娘』世界では人間と亜人は個々の種族ごとに友好的だったり敵対的だったりしていたのに対して、本作では人間と全亜人連合による殲滅戦争が何世代にもわたって繰り広げられているなど明確な違いも存在する。
オーク・ゴブリン・ドラゴン等、ファンタジー作品では定番ともいえる亜人種・モンスターが登場する一方で、魔法・スキル・奇跡の類は存在せず、化学・物理法則は現実世界と同等であることが徹底されており、亜人種・モンスター達の生態もその原則を逸脱しない範囲で設定されている。

## 登場キャラクター

### 主人公と仲間たち
ジャン
主人公。前世では現代日本・大阪の派遣社員だったが、不慮の交通事故で死亡した後、それまでの記憶を持ったまま赤ん坊として異世界に転生した。当初は異世界転生モノのお約束として現代知識チートで第二の人生を満喫しようと考えるも、大した知識や技術もなくすぐに挫折。一度は絶望するが、気を取り直して「最強の冒険者として深き不可知の迷宮を踏破する」を人生の目標と定め、幼い頃から一心に身体・戦闘技術を鍛え上げた結果、並外れた身体能力の持ち主となった。18歳で故郷を出て暗黒大陸の城壁都市アイギスへ渡り、冒険者として活動を開始。ナァルやアロたちとともに「男一人と女四人」という冒険者としては常識破りなパーティを結成し、共に「深き不可知の迷宮」へ挑む。得意武器は剣と弓で、一途に鍛え上げた技量は周囲から一目置かれ、A級パーティーからの勧誘も受けるほどだが、特殊な才能に恵まれているわけではなく、本人もそのことをよく自覚している。バトからは「めいっぱい鍛え上げた凡人」と(好意的なニュアンスで)評されている。
性格は温和で人当たりが良く、敵地で弱ったメスのゴブリンを介抱せねばならない状況に陥り進退窮まったオークのテオを助けたことも。このテオとの邂逅をギルドに報告した際は、ティーチから、器用に嘘がつけるような人間ではない、と報告内容の信憑性について擁護された。一方で、戦闘時の興奮状態においては、闘志をむき出しにして大胆な行動に出ることもあり、同期の冒険者からは、普段はおとなしいが実はとんでもない狂戦士（バーサーカー）だと評された。
転生前・転生後、合わせて40年間女性との交際経験が皆無で、それゆえナァルやアロ達からの頼みを断り切れず、危険極まりない女性主体のパーティを結成してしまった節がある。
ナァル
ジャンの最初の仲間の女性冒険者。「～っす」が口癖。男性冒険者の性処理・雑務を担当するZ級冒険者としてジャンとパーティーを組む。ただし故郷の風習により結婚まで純潔を守らなくてはならないため、許すのは後ろのみ。得意武器は弓。実家は狩を生業としていて、狩猟や屋外のサバイバル術についてはアロ達よりも詳しい。本作品のメインヒロインであり、サイト掲載時には性描写部分に『ゴメンなさいっす』と書かれたプラカードを持つ彼女の絵、通称「ごめんなさいナァルちゃん」が描かれて隠されるようになっている。
アロ
とある伯爵の第九夫人だが、幼い頃から冒険者に憧れており、一念発起して夫の許可を得て侍女のナギ・ウォルとともに冒険者となった。ナギやウォルからは「お嬢様」と呼ばれている。プライドが高く、男性冒険者と比較して下に見られることを嫌う。アイギスに来た当初は男性冒険者と対等な条件でパーティーに入ろうと交渉するも相手にされなかったが、唯一受け入れてくれたジャンとパーティーを組む。得意武器は弓。
何度も冒険をするうちに、男女の地力の差を痛感し、一方で女を捨てて徹底的に自身を鍛え男と対等に渡り合うまでの覚悟が自分にはないことも自覚する。そして、新たな長所を作るべく「発明家」を目指すことを決意し、新しい武器の開発に着手する。また、デッサン・マッピングの才能もあり、  S級相当と評価される場面があった。
ナギ
本来はアロの侍女で、冒険者に志願したアロの護衛としてついて来た。本人曰く、ジャンより10歳近く年上。
アロについては、単なる主従関係を超えて娘のような特別な感情を持っているようだが、盲目的に付き従う訳ではなく、むしろ、世間知らずでプライドだけは高いアロを、辛辣な言葉で遠慮なく諭すことが多い。アロも彼女のことは信頼しているため、厳しい言葉にも素直に従っている。
立場上はZ級ではないが、ジャンにアロを守ってもらうことの見返りとして関係を持っている。
得意武器は薙刀と弓で、ジャンのパーティーの中では貴重な近接戦闘可能メンバーであり、斥候の任にもあたる。
料理も得意で、冒険中の制限された状況下であるにもかかわらず、クロスを驚かせるような料理をふるまっていた。また秘書としての能力にも相当自信がある様子。
ウォル
ナギ同様にアロの侍女で、冒険者に志願したアロの護衛としてついて来た。本人曰く、ジャンの4歳年上。得意武器はスコップと弓で、コカトリスの突進をスコップで止めてアシストするなど、パーティの「壁役」として活躍する。訓練でゴブリンと決闘した際のジャンの戦いぶりを見て一目惚れしたが、気恥ずかしさから想うだけで具体的な行動に出られず、ジャンの方も気付いていないが、ナギには見抜かれている。
ナギとは違って、そこまでアロに特別な思い入れがある訳ではない様子。

### 開拓城壁都市『アイギス』
ルドス
冒険者ギルドの最高責任者、三代目「ギルドマスター」 を勤める壮年男性。オークエンペラー・テオから教えられたハルピュイアの脅威を報告したジャンに対し、その手柄を讃え報酬として多額の金と住居を与えた。常に微笑を浮かべ穏やかな物腰だが、只者でない凄みを漂わせており相対したジャンは終始震え上がっていた。本人曰く、「裏切り者」と「敵」以外には最大限優しくしようと心がけているらしい。
通常、帰還した冒険者の報告は係員が受けるが、重要な案件と判断されると、直接ギルドマスターが事情聴取を行う。
当初は「ギルドマスター」と呼ばれるのみで本名は不明だったが、アーク大司教から「ルドス」と呼ばれて名前が判明した。
ティーチ
冒険者学校の教官。剣術の模擬戦でジャンに一本取られたが、冒険者としての腕前はジャンよりも数段上。オークにも似た厳つい顔をしており態度も厳しいが面倒見は良く、ジャンたちに緊急生存術を勧めたり、鎧選びの助言をしたりしている。
単に教官だけをしているわけではなく、冒険者ギルドにおいては幹部クラスの地位にあるようで、査問会でギルドマスターに意見を述べ、白面金毛襲撃時には防戦の現場指揮を取っていた。指揮能力は高く、新人達に的確な指示を与えて白面金毛を苦しめ、彼から要警戒人物であると評された。
家には妻と幼い二人の子供がおり、カタナが訪れて子供と遊んだりしている。
ゴンザ
武具屋を経営する気風の良い女性。武器に詳しく、ジャンが初めて来店した際にクロスボウの特性をレクチャーした。鑑定眼も優れており、レピアが修理に出した剣の微かな傷から、それが「ゴブリンの赤子の頭を抉った跡」であることなどを一目で見抜いている。未登場だが夫がおり夫婦で武器屋を営んでいる模様。また娘が二人（ゴメス・ゴンゾ）いて、店を手伝っている。

#### 冒険者たち
「剣姫（けんき）」カタナ
A級冒険者パーティー「先導者」に所属する、若い女性冒険者。等級はSのD級。一見すると天然気味の少女だが、実態は最強クラスの戦闘力の持ち主で、とある開拓村を襲撃したオーク20匹をたった一人で瞬く間に全滅させた逸話を持つ。強敵と戦った際には身体が疼いてパーティーメンバーの男性を相手に発散している。本人曰く「遠い国から来た観光者」で冒険者は「頼まれてやっているだけ」であり、人間と亜人の戦争に対しても基本的に中立で傍観する立場を取る。そのため、亜人に襲われれば戦うが自発的に戦うことはせず、亜人の捕虜にされた人間から助けを求められても正当性がなければ断ることさえある。アロから「自分の理想の女性冒険者」と憧れられている一方で、彼女もアロに興味を持ち思わせぶりな発言もしているが、真意は秘密としており、色々と謎の多い人物。ケンタウロス族の異母兄を持ち、彼らの里で生まれ育ったらしい。母親が人間であることは確定しているが、父親の種族は不明。
「時を遅く見る目」という特殊能力を持ち、その実態は人間離れした異常に高い動体視力で、放たれた無数のクロスボウの矢を視認して対処することまで可能。攻撃、回避、防御のタイミングが常人と異なるため、対峙した敵は感覚を狂わされて一方的に倒されるという。ただし視力を奪われると無力化するという弱点があり、暗闇での戦いや敵からの目潰し攻撃は最優先で警戒している。
使用する武器は一見日本刀に似ているが実は全く異なり、板バネに近い性質で柔軟性があり、真横から叩かれても折れることがない。
リード
「先導者」のリーダーの男性冒険者。新人冒険者を募ってふかふかダンジョンを共に探索する「ダンジョン体験会」をカタナの発案で開催した際、参加したジャンたちに実戦の心構えを説いた。
「狙撃手（スナイパー）」クロス
ジャンたちの同期の若い男性冒険者。凄腕のクロスボウの使い手で特製のクロスボウと弾丸を使い長距離からの狙撃を得意としている。偵察・狩猟の技量にも優れるが、冒険者等級に興味はなくF級のままでいる。理由は不明だが金稼ぎを目的としており、ダンジョン探索には興味がなく、パーティーを組まずソロで狩猟を中心に活動している。ジャンには一目置いており、ジャンのパーティーにたびたび同行している。
先輩冒険者やギルドマスターに対しても敬語を使わずタメ口で話す。
クロスボウの達人だが弓は苦手。クロスボウで倒しきれず接近戦となった場合は、短剣2本を両手に持ち応戦する。
「殺戮聖女（さつりくせいじょ）」レピア
ジャンたちの同期の若い女性冒険者。元は教会の教義に従って亜人と戦う聖女騎士で、何らかの理由によりその身分を失ったが、現在もなお亜人の殲滅を自らの使命とする。クロス同様に冒険者等級に興味はなくF級のままで、他の冒険者からパーティーに勧誘されても断っている。露出の多い扇情的な薄いドレスに細身の剣の二刀流という独特のスタイルで、剣舞でゴブリンやオークを魅了した後、「御加護を」の声を発することで無数のゴブリンたちを打ち倒すという不思議な術を使い、倒したゴブリンたちに二本の剣で止めを刺す。孤児として幼い頃から教会で育てられたため、教会の敬虔な信者で周囲への人当たりも良いが、亜人に対しては赤子すら平然と殺すほど容赦なく、「人類の敵にして邪悪の権化」という教会の教えを絶対的に信じている。
「6名の存在しない者たち」
影のようにレピアに付添う6名の弓手。名前も素性も明らかにせず、教会からの僅かな寄付のみで生活している。その実態は、レピア同様に教会の命を受けて戦う彼女の陰のパーティーメンバーであり、各々がクロスに匹敵する狙撃の名手である。レピアの号令とともに彼女が対峙する相手を一斉に狙撃することが役割で、彼女が信じる「御加護」の正体。なお、レピア本人は彼らの存在を知らず「御加護」が本当の神の奇跡だと信じているが、遠くから自分を守る何かの存在は察しているようで、彼らを「御使い」と呼び神が遣わした天使のような存在と思っている。
「弓王（きゅうおう）」ボーゲン
B級冒険者パーティー「弓の会」に所属する、弓の名手の大柄な男性冒険者。等級はSのA級と冒険者の中でも最上級に位置する。常に己の弓術の研鑽しか頭にない求道者であり、性に関する知識にも疎く、娼館で遊ぶことを勧められても「そんな時間があったら弓の訓練をして休息まで取れる」と全く興味を示さなかった。ジャンが開発した「無反動矢」の試し撃ちの現場をたまたま見てしまい、我を忘れて見惚れているところをジャンたちに見つかり不審がられるが、名前と身分を明かして謝罪。大金を惜しげもなく支払って教えを受け「これでさらなる高みを目指せる」と大変に満足・感謝して去っていった。
二つ名の「弓王」は、「最強の弓使い」という意味とは別に「一国の王に匹敵する権力と武力の持ち主」という意味があり、いかなる権威や法律にも縛られることのない自由人。
「盲導人（もうどうにん）」バト
A級冒険者パーティー「闇蝙蝠」に所属する、盲目の女性冒険者。等級はSのF級。本業は按摩師。舌打ちの音の反響により周囲の空間の状況を感知する「音見」と、仕込み杖による瞬速の抜刀術を特技とする。F級ではあるが冒険者としての技量はトップクラスで、「下部ダンジョン探索最大の貢献者」とギルドマスターからも高く評価されている。女性だらけのジャンたちのパーティーを「ヤバい」と危惧しており、親切心から「音見」を伝授して遠回しに解散を促している。穏やかそうな外見に反して、関西弁口調で毒舌気味。ボーゲンのことが好きだが、26歳にして恋愛経験には乏しく、アプローチの方法に苦慮していた。後に聖教会とのトラブルによりアイギスを出奔することにしたボーゲンに同行を申し出て許可され、どさくさ紛れに彼との結婚も果たした。
ミルヒ、ココア
「闇蝙蝠」に所属する、若い双子の女性冒険者。バトを尊敬しているが、恋愛話となると一転して不器用な彼女をいじって楽しむ。ボーゲンが聖教会とトラブルを起こす場に居合わせてしまい、成り行きでボーゲンやバトに同行する形でアイギスを出ることとなった。
カマセ
B級冒険者パーティー「カマセドッグズ」のリーダーの男性冒険者。レッドキャップの白面金毛を妻子の仇として追っており、パーティーで交戦するも敢え無く全滅・敗死した。薙刀術の上位ランク者であり、死亡が報告された際には多くの冒険者が驚愕し悲しむなど人望もあった模様。白面金毛からも、槍の技量だけなら僅かながらもジャンを上回っていたと評されたが、彼の人間語を使った撹乱と仲間の連携に翻弄され、その実力を発揮できないまま殺されてしまった。
アテウマ、ヒキタテー
「カマセドッグズ」メンバーの女性冒険者。カマセとともに白面金毛のパーティーに挑むも敗死した。

### 神聖教会関係者
「聖剣の勇者」セイ
身長の倍近い「聖剣」を背負っている若い女性。一人称は「ボク」。15kg以上ある巨大な聖剣を自在に使いこなす怪力と技量を備える剣の達人だが、天真爛漫な性格で、下着を履き忘れるなどの深刻な天然ボケをするため仲間から厳しい突っ込みを受ける。瞬発力が高い特異体質と思われるが、代償として持久力がなく、細かい作業は苦手。
他者の心理を声として聞くことができるらしいが、それを深く考えずに口に出してしまうことが難点。
白面金毛は、身体的特徴から、片親が人間ではないのではと推定している。
聖剣は、刀身の半分ほどが持ち手となっており、剣というより「長巻」に近い。かつての名工が実用性を度外視し性能を追求した結果、15kgを超える得物となってしまい、セイの登場以前は、もっぱら観賞・儀礼用として用いられていた。暗黒大陸へ船で赴く途上、海上におけるリヴァイアサンとの戦闘時に、セイがオリジナルの聖剣を曲げてしまい、以降はレプリカを使用することになった。
「聖盾の騎士」マユリ
セイに同行する若い女性。黒い長髪で僧侶風の服装をしている。セイの幼馴染で、短髪で腕白・怪力なセイのことを男の子であると思っていた（初恋の相手も「男の子だと思っていた」頃のセイ）。胸が膨らみ始めてようやくセイが女子だと気が付いた。勇者パーティーの壁役であり、装備している中型盾とラケットメイスを駆使すれば2～3人の同時攻撃を単独で捌くことも可能だが、セイとは違い護身術を学んだだけのごく普通の女子と解説されている。
「聖杖の賢者」リリィ
セイに同行する若い女性。魔法使い風の服装をしている。聖教会からの紹介でセイの仲間となった。「神の奇跡で魔法を使う」と言われるが、実態はレピアと同じ「御使い様」たちのサポートによるもの。
アーク大司教
聖教会の重職にあるらしい壮年男性。セイ曰く、「中間管理職の苦労人」。亜人たちとの生存戦争が激化していることに頭を悩ませている。教会の要職についてはいるものの、狂信的・盲目的な信徒では決してなく、亜人を絶滅させるという教会の方針の問題点を客観的に分析、自覚している。また、教会のタブーに触れるセイの率直過ぎる発言についても、他言しないようにと忠告するのみで寛大に接している。
ネゴ
聖教会外交局で局長を務める青年。カタナ、バト、ボーゲンらS級冒険者から亜人との聖戦の協力を得るための交渉人としてアイギスへ派遣され、セイらに同行してやって来た。最初にボーゲンのもとへ訪れて協力を要請するが拒否され、「亜人の殲滅は聖法で定められた義務であり、違反者には処罰が課される」と利害を説いて再度交渉を試みるも「自身に対する脅迫であり敵対」と受け取ったボーゲンを怒らせて斬殺された。
シエ
聖教会外交局の副局長を務める男性で、ネゴとともにアイギスへ派遣された。ネゴを斬り捨てたボーゲンに激昂するも、頭部を両断されて死亡した。

### 連合国軍
クコロ
第19伝令隊所属で通信兵をしていた女兵士。階級は兵長。「7530・マイナス5780木造基地」がテオ率いる亜人連合軍に壊滅させられた際、脱出を試みるが捕縛され、奴隷としてテオ達に付き従う。人間と見れば問答無用で殺すレッドキャップとは異なり、命は取らず無用な虐待もせず、むしろ案外優しく扱ってくれるテオ達に感謝し、逃亡等の反逆行為に及ぶ意志はない。
メキシ、セスレ
クコロの部下で、同時に捕縛された女兵士。メキシは一等兵、セスレは曹長。メキシはクコロと同様に改心したが、セスレは逃亡の機会を伺っている。亜人たちはそれを見抜いており、クコロ達とは異なる扱いをし警戒を怠っていない。

### 亜人側
師匠
アイギスで捕虜となっていたゴブリン男性。冒険者学校でジャンの「殺しの訓練」の練習台とされるが、必死の抵抗で苦戦させる。「勝てないのは自分の甘えのせい」と悟ったジャンは自分を追い込むため、彼に剣を与えて鎧を脱ぎ、敢えて互角の勝負を挑む。結果、紙一重の差でジャンに斬られて致命傷を負う。それでも気が抜けて隙だらけとなったジャンを道連れにするだけの余力はあったが、最後に戦士として扱ってくれたジャンへの感謝として剣の柄で突いて注意を与えるだけに留め、安らかな顔で立ったまま絶命した。その最期にジャンは涙ながらに感謝し、名も知らない彼を「師匠」と呼んで墓を立てて弔った。
「オークエンペラー」テオ
多数の種族・部族で構成される「オーク帝国」に皇帝として君臨するオーク。自身の妻となるゴブリン娘・コオニコがアイギスで捕虜となったため、部下たちとともに行動して救出するも、コオニコは重い風邪で動けなくなってしまい、物陰に隠れて回復を待っていたところでジャンと遭遇する。ジャンにオークであることを承知で見逃して貰った上にコオニコの介抱もされて深く恩義を感じ、彼に自身の名前と身分を明かし、本来は秘密にしていたハルピュイアの脅威を伝えて去っていった。性格は理知的で、交戦状態にある人間に対しても必要以上の殺傷はせず、和解の可能性に期待している様子も見られる。レッドキャップの白面金毛とは仲間であり、戦いで傷つき療養していた彼を見舞った際には、その相手がジャンであったことを知り驚いていた。
人口では劣る亜人側が、人類に対抗するため、「禁忌」を冒さない範囲で、内政・軍事の徹底的な強化・効率化を行なっている。
コオニコ
ゴブリンの若い女性。元はテオの親友の妻だったが、その親友は亡くなったためテオの后となる。アイギスで捕虜になったところをテオに救出される。その後は風邪も治り、テオの側にいるシーンが描かれている。本来、敵に捕まったら『自種族を裏切って敵に媚びるか、潔く自害する』のが亜人側においては正しい行動とされているのだが、コオニコはどちらも行っていない。それなのに、オークに媚びることを嫌がった人間の女を亜人語で病気猿呼ばわりした。
ホヤク
ゴブリンの男性。人間の言葉を流暢に話すことができ、通訳を担当する。
サイエン
聖教会にとってのタブーらしい聖古典研究に手を染めたため、「神敵にして異端のテロリスト」と呼ばれていた人間の男。暗黒大陸で消息を絶ったと思われていたがオーク帝国に身を寄せていた。亜人たちに様々な技術を提供した科学者でもあり、オーク帝国ではテオの参謀も務めるなど亜人たちから信頼されている。
白面金毛
アイギスより遥か北の戦線で「最強のレッドキャップ」と恐れられていた戦士。レッドキャップの男性には珍しい金がかった白髪と、無地の白仮面を着けた外見から白面金毛（はくめんこんもう）の異名を持つ。従軍する仲間からも「白面様」「白面金毛」と呼ばれており本名は不明。仮面の下の素顔は見惚れるほどの美青年らしいが作中では描かれていない。人間の言葉も流暢に話すことができ、テオと理知的な会話をするなど知能は高い。理由は不明だが特に人間を憎んでおり、「人間は皆殺し」と事あるごとに公言している。
身体能力もずば抜けて高く、軽装者が多いレッドキャップにあって、重装の鎧を着用し、それでいて他のレッドキャップを凌ぐ戦闘能力を発揮する。
ジャンたちとは一度下部ダンジョンでニアミスするも互いに戦闘を避けたが、その後ジャンたちがアイギス近辺を捜索した際に遭遇し戦闘になる。いきり立って先走り仲間より先に突出してしまい、単身で戦いを挑んだジャンを殺して相手の士気を削ごうと目論むも、変則的なジャンの戦術に虚を突かれて殴り倒されてしまう。頭部への打撃を受け脳震盪を起こし行動不能となり、止めを刺されかかるが仲間のトンドンに救出され、辛くも撤退した。戦いの後、油断により不覚をとった白面金毛も、詰めの甘さにより止めを刺しそこねたジャンも、互いに自身の未熟さを痛感して反省するとともに、次に戦う際は必ず相手を殺すと誓った。回復後はジャンから受けた「拳打」も会得しており、人間の冒険者パーティーとの遭遇戦でも使いこなしていた。
前述のようにオークエンペラー・テオとは仲間であるが、人間に対しても不必要な殺戮は好まない彼のやり方に対しては「甘すぎる」と異を唱えている。
モデルはゴブリンスレイヤーの主人公。
クリム、ローズ、ワイン
白面金毛と行動を共にする「戦妻」。クリムは人間の言葉を話すことができるが戦闘は苦手。ローズは弓が得意だか弓引き投げはできない。白面金毛にベタ惚れしている。ワインは３人の中で一番身体能力が高く弓引き投げもこなす。またワインはオークのトンドンの戦妻も務めており、恋仲になりつつある。
トンドン
白面金毛に従軍するオーク。荷物の運搬や、昼間の監視（レッドキャップは昼の明るさが苦手）、戦闘のサポートなどを担当している。白面金毛の指示で人間の言葉を勉強中であり片言ながら話すことができる。白面金毛と同様に人間のことは敵視しているが、死にゆく者には最後に思い残すことのないようにしてやろうとする程度の情けはかけている。
白面金毛がジャン達に組み伏せられとどめを刺されそうになった際、我が身を顧みず突撃、ジャン達を蹴散らして白面金毛を救出した。本人は鈍重な自分が白面金毛たちの足を引っ張っていないかと心配しているが、このような貢献をしているため白面金毛たちからの評価は非常に高く、本来は家族にしか見せない素顔を彼には見せるほど白面金毛から信頼されている。
カタナの兄
24話で初登場。カタナの異母兄妹で、馬の下半身を持つケンタウロス族の若者。「先導者」の野営地近くに現れ、カタナと久しぶりに面会した。カタナからは「お兄ちゃん」と呼ばれ、仲は良いらしい。異様にテンションが高く、「～でやがりますです」などの特徴的な口調で陽気に笑いながら喋る。同族の仲間とともにカタナを監視しているような描写があるが詳細は不明。グラスが川で溺れた際には、助けを求める妹の声を聞いてすぐさま駆け付けグラスを救出した。

## 種族

### 亜人
作品舞台となる異世界にはゴブリン、オーク、レッドキャップ、ハルピュイア、アラクネなどの亜人が存在している。このうちゴブリン、オーク、レッドキャップは明確に人類と敵対しており、生存を賭けた戦争状態にある。亜人は人類と異なる独自の共通語を使うが、中には人類の言葉を流暢に使う亜人もいる。亜人の言語は、作中では半角英数字と記号により表現され、キーボードの日本語キーに対応して解読が可能になっている。
オーク
身長2メートル前後、体重は200kg前後。人間と比べはるかに怪力で動きも俊敏。長さ3メートル、重さ20kg以上の剣と、弓力100kg以上、長さにして2メートル以上の弓を使いこなす。矢は鎧を貫通する他、弓自体も棍棒に匹敵する打撃武器として機能する。
一方、その巨体ゆえ、人間と比較して、長距離走力・登坂能力に劣り、騎乗できる馬も足の遅い重種に限定される。暗闇での視力は人間と同程度である。
知性は高く、テオは人語を解し人間と対等以上に会話することができる。水力を利用した攻城兵器を開発し、少ない兵力で人間の拠点を一方的に蹂躙する等、高い技術力も有している。
オスしかおらず、繁殖のためゴブリンのメスを妻にするか、または人間の女をさらって子を産ませる。
ゴブリンと仲がよく、またレッドキャップとも共同で人間に相対している。
テオを君主とした「オーク帝国」を築いている。

ゴブリン
体格は人間の子供程度だが、オスの戦士は筋骨隆々としており、人間用の剣を軽々と振り回す。訓練していない人間では太刀打ちできないほどの戦闘力を持つ。
人間よりも夜目が効くが、レッドキャップほどではない。
額に2本、小さい角がある。肌は緑色。
オークと同様、人語を解することができる者もいる。
オス・メス双方の性別がある。

ハルピュイア
人間の女性そっくりの頭と胴体に、鳥に似た足と翼を持った亜人種。「深き不可知の迷宮」の地上部に生息しており、でたらめに足が早く、滑空しかできないものの風に乗って空を飛ぶことができる。
人間にとっては基本的に無害な存在で、ダンジョンで遭遇しても逃げるだけで襲ってくることはまず無い。しかしその美しい見た目から剥製が高値で取引されていることもあって、城壁都市アイギスを拠点に活動する冒険者たちの間では積極的な狩りの対象とされていた。
そういった境遇からハルピュイアはアイギスの人々から「頭が悪く弱いモンスター」として認識されていたが、実際には人語を解せるほど高い知性を持った亜人であり、剥製目的で狩り続けられていることに不満を募らせていたことが後に判明する。
その事実をジャンに伝えたオークエンペラーのテオいわく、ハルピュイアこそが「真の最強種」であり、彼女たちが一度その気になれば街には糞尿に生ゴミ、それから火の付いた炭と硫黄と油が毎日のように降り注ぎ、疫病と火災によって瞬く間に街は壊滅。仮に街から逃げ出せたとしても、馬より速く走り空を無限に飛べるハルピュアたちからは誰も逃げられず、住人と冒険者たちは為す術もなく皆殺しにされるだろうとのことであった。

レッドキャップ
人間の上半身に、鹿の下半身を付けたような容姿をしており、蹄のついた足で二足歩行する。その独特の足音・足跡から人間側はレッドキャップの存在を察知することができる。身長は人間に比べてやや小柄で華奢であり、「少年のよう」と形容されるが、身体能力は人間を遥かに上回る。時速70キロメートルで走り、長槍のしなりを利用して、高さ10メートルの障害物を飛び越えたり、着地の衝撃を和らげることで数十メートルの高さから無傷で飛び降りることができる。
黒髪の者が多く、人の血で染めた赤い帽子を被っており、レッドキャップと呼ばれる所以である。また男は家族以外には素顔を晒すことを恥としており、老人の顔を模したカラフルな面をつけている。「白面金毛」は例外で、白い面と金髪であるためその名で呼ばれる。
夜行性で、夜間の視力に優れる。逆に昼はまぶしすぎて何も見えず、遮光器なしではまともに行動できない。昼間に無理をすると失明の恐れすらあるため、基本的には暗所にこもり行動しない。
「弓引き投げ｣という独特の弓術を得意とする。矢を弦につがえて引いた状態で、矢と弓が交差する部分を握りこむようにして保持し固定、そのまま全速力で目標に突進、宙返りしながら握りこんだ手を広げて矢を放つ。時速70キロに及ぶ走力、宙返りしながらの投擲、弓の張力が合わさることで、時速250キロメートル近いスピードで矢が放たれる。鋼の矢を用いた場合、並みの鎧や盾はやすやすと貫通する。矢を放っているのだが、人間からはその破壊力から「レッドキャップの投槍」と呼ばれている。
弓以外にも、前述した、武器と移動手段を兼ねた長槍と、近接戦闘用の薙刀も使いこなす。
男の戦士が遠征する際、「戦妻」と呼ばれる女が行動を共にすることがあり、戦士の身の回りの世話や繁殖行為を行うほか、戦闘にも加わる。主に通常の弓矢による援護が中心だが、中には「弓引き投げ」を使いこなす女もいる。
人間と同程度の知性を持ち、人語を解する者もいる。
人間に対しては、女子供構わず「皆殺し」とするのが基本方針であり、テオ率いる「オーク帝国」とは方針が異なる。
「赤帽同盟」なるレッドキャップの共同体が存在するようだが詳細は不明。

アラクネ
人間側主観では、存在は確認されているものの死体を持ち帰った例はなく、ほぼ伝説のモンスター扱いの存在。恐ろしく強いがあまり好戦的ではなく、ただ、なぜか人間の女性は積極的に殺害するため、醜い自身の容姿を呪い、嫉妬から女性を狙うのではとも言われ、「女の敵」とされている。
実際には、嫉妬ではなく、人間の女を軽蔑しているのが原因。アラクネ社会の男女観は人間と逆転しており、女がか弱い男・子供を守るのが当然とされており、その義務を果たさず逆に男に守られることを当然とする人間の女が軽蔑の対象となってしまう。アラクネの女から見てもまた、人間の女は「女の敵」なのである。
アラクネの女は巨大な蜘蛛に人間の女の上半身がついたような容姿をしており、足1本で人間の頭を鷲掴みにし軽々と持ち上げ、そのままくびり殺すことができるほどの怪力を有する。怒らせるとオークでも太刀打ちできない。男は衣服を着ており人間と大差ない見た目をしている。
亜人語を話し、知能も高く、テオが連れている人間の女性の中に逃亡の意思がある者がいることを瞬時に見抜き警告した。
生還者がほとんどおらず、人間が「死の森」と呼ぶ一帯に巣があるが、人間はそこがアラクネの生息域であることを認識していない模様。

### モンスター
劇中では、「亜人」もモンスターに含まれるが、本項では、亜人語を使用しないモンスターについて解説する。
ゴーレム
「深き不可知の迷宮」地上部の森に生息する巨大な土人形のモンスター。全身に草木を茂らせ、地響きを轟かせながらゆっくりと森を徘徊している。不用意に近づかない限り襲ってくることはないが、矢も槍も効かず、A級パーティであっても全滅しかねないと言われている。

アルミラージ
世界中に広く分布するうさぎに似たモンスター。額に一本の角を生やしていること以外は見た目も大きさもうさぎそっくりだが、非常に獰猛かつ食性は肉食と、中身は全くの別種。
木に頭から全力で突撃しても耐えられる強靭な首に、クマの爪や牙も通さない分厚い毛皮、加えてうさぎ由来の全周警戒能力と高速持久力までをも兼ね備えた様は「気が触れている」と言われているほど。
一般的な大きさは通常の小型〜大型うさぎと大差ないが、「深き不可知の迷宮」付近では猪サイズの個体も確認されている。食用利用もされており、小さい個体ほど美味く高値がつくと言われている。

ファイアードラゴン
体長3mの殺人熊（マーダーグリズリー）との比較から、体長は10メートル超、高さ3メートル超と推定される巨体で四足歩行する。鱗のある巨大な狼のような見た目をしている。翼はついておらず、もちろん飛行することもない。
その名の通り、火を吐くことができる。電気ウナギ等と同じ原理で蓄電した電気を用いて火花を発生させ、口から放出した可燃性のガスないしは液体に着火させることで火を吐くと推定される。
人間と同等以上の知能を持つと推定される。人間に対しては、餌としては不十分である割に厄介な武器をもつ面倒な相手、くらいの認識を持っており、自分から攻撃を仕掛けることはあまりない。そのため、人間側としては、見つけたら逃げる、というのが大原則とされている。
53年前に発見され、依頼その縄張りは冒険者ギルドでは立ち入り禁止区域とされているが、現在でもまれに近隣の区域外で冒険者の焼死体が見つかることがある。

コカトリス
巨大な鶏、あるいは、羽毛の生えた中型の肉食恐竜の想像図のような見た目のモンスター。全身が羽毛で覆われており、トサカと翼を持つが、飛行することはなく二足歩行する。また爬虫類や恐竜を思わせる長い尻尾を持つ。体重は約80キロ、登場人物との比較から、尻尾を含んだ体長は3メートル程度、二足歩行時の体高は2メートル近くあると思われる。
脚力に優れ、最大時速70キロで走り、鋭い爪のついた足による飛び蹴りで攻撃する。知能も高く、石を割って簡易な石器を作り、人間の建造物の破壊に利用することもある。
獲物の「救難信号」を擬態し、相手を誘き寄せる。人間相手であれば、「助けて！」と声を上げる。冒険者の間では「人釣り」と呼ばれ警戒されている。
最低3匹以上の群れで行動し、仲間と連携して狩りを行う。
危険度の高いモンスターだが、肉は美味であり高値で取引されるため、冒険者にとっては貴重な収入源となっている。

サンダードラゴン
ジャン達が初めて未踏破領域の探索を行った際、世界樹の中で遭遇した。
全身が金属を思わせる光沢のある表皮で覆われている。口から糸のついた牙を射出し、着弾後「雷の要素」を流し込むことで、攻撃目標を感電させる。牙が完全に貫通せず鎧でとどまっていたにも関わらず、ジャンの全身を一瞬にしてマヒさせることができる威力がある。

クラーケン
海に棲息する巨大な頭足類。姿はタコのようだが触手には吸盤の代わりに鋭い棘が並んでいる。暗黒大陸に向けて航海中の勇者セイら一行が乗る船を小型の個体が襲うが、セイの聖剣の一撃で数本の触手を斬られて退散した。なお、肉に毒はないが現実のダイオウイカなどのようにアンモニア臭が酷く食用には耐えない。

リヴァイアサン
海に棲息するウナギのように細長い体型の巨大魚。勇者セイら一行が乗る船に襲いかかるも、セイの聖剣の一撃で頭部を両断されて海に沈んだ。なお、斬りつけた際の衝撃で聖剣は無残にも折れ曲がってしまい、その後セイはレプリカの聖剣を使うこととなった。

デーモン
二本角が生えた双頭と蝙蝠に似た翼を持つ悪魔のような姿をしたモンスター。その正体は、異常進化により二足歩行と高い知性を得た巨大な山羊の怪物で、各個体は二体結合の双生児のため二つの頭を持ち、一体分の腕が翼に変化している。

## 用語
ふかふかダンジョン
正式名「深き不可知の迷宮」。北部にある暗黒大陸全体がダンジョンとなっており、複数の国家が攻略に乗り出しているが、その規模は把握されておらず、人工物なのか自然物なのかもはっきりしない。財宝やオーパーツが発見されることもある。
地上が「上部ダンジョン」、地下が「下部ダンジョン」と呼ばれる。上部ダンジョンは昼間であれば光源の心配をしなくてよいがモンスターが多い。地下は地形が峻険で、またある程度進むと光の届かない完全な暗闇となるため、松明・ランプ等の光源の準備が必要。そのため、「音見」と呼ばれる視力に頼らない探索術が重宝される。

開拓城壁都市『アイギス』
暗黒大陸における冒険者たちの最大拠点。内部には冒険者ギルドをはじめとして宿屋、飲食店、武具屋など、冒険者に必要な施設が一通り揃っているほか、冒険者の新人育成を行う冒険者学校も用意されている。
また城壁都市という名の通り、全ての建築物が石造りで城壁としての機能を持たせてあり、ダンジョンと戦うために人が使ったダンジョンとも言われている。
外敵の背後に回り込むために、城壁内から外部へ通じる地下道が存在する。地下道内は、扉や罠が張り巡らされており、逆用して外部から進入することは不可能な造りとなっている。

冒険者
世界各地に存在する何でも屋。ふかふかダンジョンの場合は、「連合国軍の大規模遊撃偵察部隊」という位置づけになっている。

冒険者等級
冒険者の実力を示す肩書。パーティやレイドを組む際の目安として使われており、能力や経験によってA〜F級に分類されている。
詳しい昇級条件などは明かされていないが、「足を引っ張る」F級、「足を引っ張らない」E級、「一人前ではないが経験豊富」なD級、「一人前」なC級、「ベテラン」のB級、「最高峰の経験と肉体を持つ」A級という認識が一般的。ただし女性冒険者は体力的な条件からC級以上にまず上がれないという背景を踏まえ、経験豊富なD級を「準B級」と称する場合もある。
またこのA〜Fの等級の他、別枠として「特別な技能を持つ」S級と「パーティ内の娼婦兼雑用」のZ級が存在しており、それらの場合は「SのA級」「ZのE級」のような表記となる。
S級相当の技能を持たない女性冒険者がC級以上のパーティに加わるためには、給金を半分にする（女性でも二人いれば男一人を抱えて運べるので給金が半分でよければ雇う、という発想）・他者に抜きんでて経験豊富なD級、あるいはZ級という選択肢しかないとされている。

レイド
本来は複数のパーティで敵の拠点を襲撃することを称していたが、意味が変遷し、複数のパーティが協力すること自体を指すようになった。

無反動矢
ジャンが、転生後の故郷に伝わる秘伝（わざと矢じりを緩くつけると貫通力が高まる）と、転生前の知識（無反動ハンマー）をヒントに考案した矢。鏃の内部に鉛の輪が入っており、跳ね返りを抑えて貫通力を高めている。
（なお、その効果を疑問視する意見が読者より寄せられたらしく、作者は無反動ハンマーを複数購入して実験する等して反論している）

通貨
ジャンによると、金貨1枚は日本円で約10万円、銀貨1枚は約1万円相当。

禁忌
研究、開発が禁止されている技術。「火薬」「蒸気の水車」「燃える水の水車」「雷の要素」を指す。作り出すと「神の怒り」に触れて、モンスターの大群が押し寄せる「モンスタースタンピード」が発生する。そのため、研究に手を出すことは重罪であり、罪人は見せしめとしてむごたらしく処刑される。

神聖教会
単に「聖教会」とも呼ばれる。作品世界で最も影響力があると思われる宗教組織。アイギスにも教会がある。
約500年前の初代教皇が、聖典を改訂し、亜人の根絶を明記、人間の勢力圏である「大陸」において亜人への攻撃が開始されている。また、第12代教皇が100年前に暗黒大陸の亜人根絶を指示、各国が攻略を開始した。
500年前の改訂で、多神教から一神教に改められた模様。
宗教のわりに教義は現実主義的なところがあり、守銭奴と同様に過度な清貧も戒めるなどしている。
『村娘ルマノ』
ジャンたちが暮らす大陸で国を超えて流行している、「深き不可知の迷宮」を題材にした冒険小説。主人公がどこにでもいる村娘という設定で、かつ恋愛要素が強いために女性人気が高く、多くの少女たちを冒険者に駆り立てダンジョンに飲み込ませた書物と言われている。
内容は多分にフィクションを含んでおり、オークはまぬけでのろま、非力な少女の弓矢で次々と倒される描写がある。それを信じてしまっている新人冒険者もいる。

## 書誌情報
- KAKERU『ふかふかダンジョン攻略記〜俺の異世界転生冒険譚〜』マッグガーデン〈ブレイドコミックス〉、既刊17巻（2025年8月8日現在）
  1. 2020年3月10日発売[5][6]、ISBN 978-4-8000-0949-4
  2. 2020年7月10日発売[7]、ISBN 978-4-8000-0991-3
  3. 2020年11月10日発売[8]、ISBN 978-4-8000-1026-1
  4. 2021年3月10日発売[9]、ISBN 978-4-8000-1058-2
  5. 2021年7月9日発売[10]、ISBN 978-4-8000-1111-4
  6. 2021年11月10日発売[11]、ISBN 978-4-8000-1145-9
  7. 2022年3月10日発売[12]、ISBN 978-4-8000-1185-5
  8. 2022年7月8日発売[13]、ISBN 978-4-8000-1228-9
  9. 2022年11月10日発売[14]、ISBN 978-4-8000-1263-0
  10. 2023年3月10日発売[15]、ISBN 978-4-8000-1306-4
  11. 2023年7月10日発売[16]、ISBN 978-4-8000-1349-1
  12. 2023年11月9日発売[17]、ISBN 978-4-8000-1387-3
  13. 2024年3月8日発売[18]、ISBN 978-4-8000-1428-3
  14. 2024年7月10日発売[19]、ISBN 978-4-8000-1472-6
  15. 2024年12月10日発売[20]、ISBN 978-4-8000-1529-7
  16. 2025年4月10日発売[21]、ISBN 978-4-8000-1578-5
  17. 2025年8月8日発売[22]、ISBN 978-4-8000-1625-6